# Münster-Uppenberg

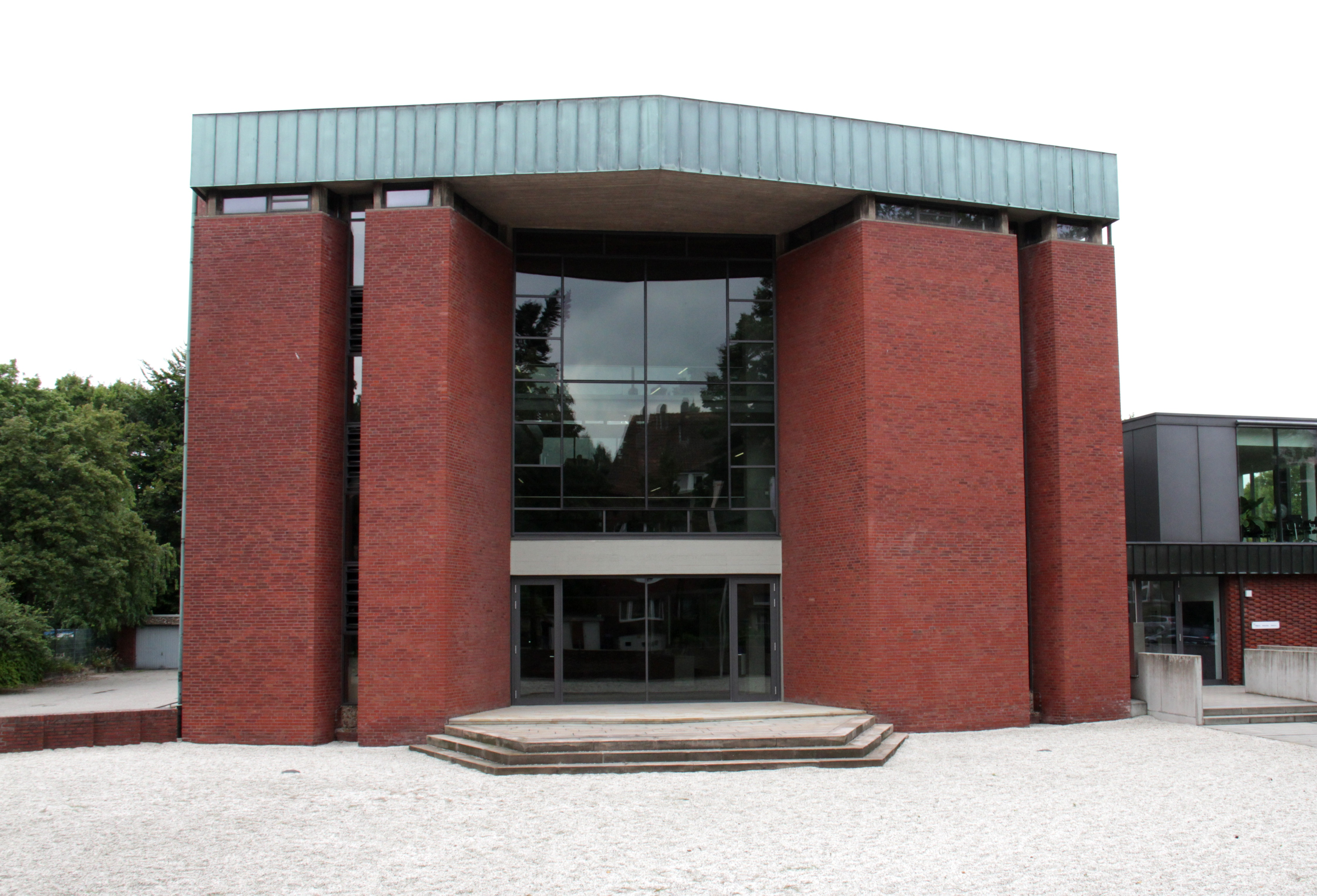
Bonifatiuskirche (ehemalige Kirche, seit Anfang 2023 Sitz des Deutschen Roten Kreuzes Münster)

Uppenberg ist ein Stadtteil der kreisfreien Stadt Münster in Westfalen und gehört zum Stadtbezirk Mitte. Er liegt zwischen dem weiter nördlich gelegenen Stadtteil Kinderhaus und dem Kreuzviertel. Uppenberg entspricht dem statistischen Stadtteil 47. Zum 31. Dezember 2018 betrug die wohnberechtigte Bevölkerung Uppenbergs  9135 Einwohner auf einer Fläche von 3,4 km², was einer Bevölkerungsdichte von 26,867 Einwohnern pro Hektar entspricht.

## Geographie
Uppenberg wird nach Osten durch die Kanalstraße, nach Süden durch York-Ring, Friesenring und Cheruskerring, nach Westen durch die Steinfurter Straße (B 54) und nach Norden durch einen Streifen unbebauten Gebietes zwischen Uppenberg und Kinderhaus (Trasse der ehemals geplanten Entlastungsstraße Nord/III. Nordtangente) begrenzt.
Damit grenzt es an Kinderhaus im Norden, Rumphorst im Osten, Kreuz- und Neutorviertel im Süden und Sentrup und Gievenbeck im Westen.
Uppenberg umfasst den nördlich des Stadtring gelegenen Teil der geschlossenen Bebauung der Kernstadt Münster. Zum Schloss sind es rund anderthalb, zur Innenstadt etwa zwei bis drei Kilometer. Der westliche Teil Uppenbergs wird landwirtschaftlich genutzt, östlich dominiert der Stadtpark Wienburg den Stadtteil. Rund um den Ring an der Südgrenze sowie die Grevener Straße von Nord nach Süd ist die Bebauung dicht.
Die erhöhte Lage auf dem Kiessandrücken zwischen dem durch den Westen des heutigen Stadtteils fließenden Kinderbach und der direkt jenseits der Ostgrenze entlang fließenden Aa war namensgebend für die frühere Bauernschaft Uppenberg (plattdeutsch für auf dem Berg) und für den heutigen Stadtteil.

### Einteilung
Der Stadtteil Uppenberg wird in folgende Stadtzellen unterteilt:
- Statistikbezirk 471: Dreizehnerstraße, zwischen Grevener Straße, Freibadgelände Coburg, Gasselstiege und Grenze zu Kinderhaus
- Statistikbezirk 472: Nienkamp, zwischen Grevener Straße, Meßkamp (ehem. Bahntrasse), Kanalstraße und Grenze zu Kinderhaus
- Statistikbezirk 473: Koburger Weg, zwischen Grevener Straße, Steinfurter Straße (B54), York-Ring und Grenze zu Kinderhaus, ausgenommen des Gebietes 471
- Statistikbezirk 474: Jahnstraße, zwischen Grevener Straße, Friesenring, Meßkamp und Wienburgstraße
- Statistikbezirk 475: Langemarkstraße, zwischen Cheruskerring, Wienburgstraße, Meßkamp und Kanalstraße

## Geschichte
Die Bauerschaft Uppenberg war eine von mehreren Streusiedlungen in der Landgemeinde Überwasser des Landkreises Münster. In Uppenberg lag das Gut Rötgering, das die Äbtissin des Damenstifts Überwasser 1295 an Engelbert von Deckenbrock übertrug. Die Uppenberg bezeichnete Landschaft umfasste auch das heutige Kreuzviertel und große Teile von Kinderhaus. 1903 wurde die Gemeinde Überwasser in die Stadt Münster eingegliedert. Die Bebauung begann zum einen von Seite des Kreuzviertels aus, zum anderen wuchs das Dorf Kinderhaus im Norden zu einem Vorort Münsters mit hoher Bevölkerungszahl heran.

## Statistik
Strukturdaten der Bevölkerung in Uppenberg am 31. Dezember 2020:
- Bevölkerungsanteil der unter 20-Jährigen: 16,0 % (Münsteraner Durchschnitt: 17,4 %)[8]
- Bevölkerungsanteil der mindestens 60-Jährigen: 19,4 % (Münsteraner Durchschnitt 23,5 %)[9]
- Ausländeranteil: 10,9 % (Münsteraner Durchschnitt: 10,9 %)[10]

## Kultur und Sehenswürdigkeiten

### Bauwerke
- Bonifatiuskirche (ehemalige Kirche, seit Anfang 2023 Sitz des Deutschen Roten Kreuzes Münster)[11]
- Dreifaltigkeitskirche (umgebaut zur Nutzung als Wohnanlage und Bürofläche)

### Grünflächen und Naherholung
Der östliche Teil von Uppenberg wird jedoch umgangssprachlich oft als Wienburg bezeichnet. Dort befindet sich seit 1987 auch eines der beliebtesten und größten Naherholungsgebiete Münsters, der Stadtpark Wienburg.

### Sport
In Uppenberg befindet sich die Sportanlage des Breitensport-Amateurvereins Grün-Weiß Marathon. Im Winter befindet sich am Germania-Campus eine von zwei öffentlichen Eisbahnen Münsters.

## Wirtschaft und Infrastruktur

### Unternehmen
In Uppenbergs Norden befindet sich das Gewerbegebiet 'Nienkamp/Meßkamp'. Dort sind unter anderem der Medizinkonzern HauptPharma und der Industrieanlagenbauer Hengst angesiedelt. In Uppenberg befand sich die Germania-Bierbrauerei, deren Gelände nun in ein Campus mit Restaurants und Einzelhandels-, Wohn- und Büroflächen umgewandelt wurde.

### Öffentliche Einrichtungen
In Uppenberg liegen am Ring die Feuerwache 1 der Feuerwehr Münster und das Polizeipräsidium Münster mit der Wache Friesenring.
Der Landschaftsverband Westfalen-Lippe betreibt in Uppenberg die LWL-Klinik Münster.
In Uppenberg liegen die Prins-Claus-Kaserne der niederländischen Streitkräfte, die Wasser- und Schifffahrtsdirektion West sowie eine Außenstelle des Bundesamts für Logistik und Mobilität (BALM, früher Bundesamt für den Güterverkehr BAG).

### Bildung
In Uppenberg liegen das Pascal-Gymnasium und die Dreifaltigkeitsschule sowie diverse Kindertagesstätten.

### Verkehr
Durch Uppenberg verläuft die ehemalige Bundesstraße 219 als Grevener Straße aus Münsters Zentrum kommend nach Kinderhaus führend und von dort weiter nach Greven und Ibbenbüren. Die Grevener Straße ist Hauptschlagader Uppenbergs und kreuzt am Südrand des Viertels den Münsteraner Stadtring, der zu Münsters anderen Ausfallstraßen verbindet. Zu denen gehört auch die Bundesstraße 54, die als Steinfurter Straße den Westrand von Uppenberg bildet. Sie führt als Schnellstraße über Steinfurt nach Gronau zur niederländischen Grenze bei Enschede. Nahe Uppenberg ist die B54 auch Zubringer zur Bundesautobahn 1 nach Osnabrück.
Eine Anschlussbahn, die im Bereich des heutigen Bahnhof Münster Zentrum-Nord, von der Bahnstrecke Münster-Rheine abzweigte, führte seit 1915 von dort durch Uppenberg ins Neutor-Viertel und bildete für das damalige Artillerie-Depot und später die Germania-Brauerei einen Anschluss an das Schienennetz. Teile der noch erkennbaren Trasse werden als Radweg oder Busspur wieder genutzt; neben dem Meßkamp sind noch Lärmschutzwände und Reste der dortigen Rangiergleise vorhanden.
Der nächste Bahnhof ist der Bahnhof Münster-Nord. Der Münsteraner Hauptbahnhof ist eine viertelstündige Busfahrt entfernt.
Der Stadtbus Münster durchquert mit den Linien 15, 16 (jeweils Kinderhaus-Uppenberg-Hauptbahnhof-Mecklenbeck bzw. -Albachten) und 17 (Kinderhaus-Wienburg-Hauptbahnhof-Loddenheide). Die Linien 9 (Kinderhaus-Hauptbahnhof-Hiltrup) und 33/34 (Ringlinie auf Stadtring) streifen Uppenberg südlich.
Die Regionalbuslinie 51 führt nach Greven und zum Flughafen Münster-Osnabrück. Auf der Steinfurter Straße führen die Linien R73/R74 nach Altenberge.